# Schlappekicker
Schlappekicker nennen sich ein Verein, eine Förderaktion und ein Preis der Sportredaktion der Frankfurter Rundschau. Der Verein besteht seit dem Jahr 1951 und ruft traditionell jährlich zu Spenden für Einzelaktionen oder Projekte auf. Der Schlappekicker-Preis wird seit 1998 vergeben an Sportvereine und -initiativen, die sich in besonderer Weise gesellschaftlich engagieren. Bis 2003 fand die Schlappekicker-Weihnachtsfeier für Hilfsbedürftige mit prominenten Gästen aus dem Sport statt.

## Namensfindung
Im Jahr 1951, sechs Jahre nach dem Zweiten Weltkrieg und der Gründung der Tageszeitung Frankfurter Rundschau (1. August 1945) sowie zwei Jahre nach der Gründung der Bundesrepublik, galt es, dem geplanten Förderverein einen Namen zu geben. Er sollte einerseits einen Bezug zum Sport und dessen Umfeld erkennen lassen, andererseits jedoch auch einen lokalen Bezug zu Frankfurt am Main und damit dem Stammsitz der Frankfurter Rundschau haben. Als nahezu ideal erwies sich die Wahl des Begriffes Schlappekicker.
Spieler der Erstliga-Fußballmannschaft von Eintracht Frankfurt wurden seit den 1920er Jahren durch das Frankfurter Unternehmen J. & C. A. Schneider unterstützt, das insbesondere Hausschuhe produzierte. Schnell erhielten die Spieler den mundartlich frankfurterisch gefärbten Spitznamen Schlappekicker, bald pauschal alle Fußballer des Vereins. Schlappe stehen für Hausschuhe, Kicker für die Fußballer (siehe auch: Stadion am Riederwald/Drittes Reich).

## Vereinsbezeichnung
Schlappekicker-Aktion der Frankfurter Rundschau e. V. ist die offizielle Vereinsbezeichnung, die beim Amtsgericht Frankfurt am Main eingetragen ist.

## Schlappekicker-Aktion
Als Förderverein verfolgt die Schlappekicker-Aktion gemeinnützige und mildtätige Zwecke zugunsten anderer steuerbegünstigter Körperschaften wie Schulfördervereinen, Sportvereinen und Wohlfahrtsorganisationen sowie im Sinne der Hilfsbedürftigkeit von § 53 AO zur Betreuung, Unterstützung und Versorgung von Sportlern und solchen Personen, die dem Sport nahestehen.
Die Schlappekicker-Aktion unterstützt seit 1951 in Not geratene Sportlerinnen und Sportler, die (damals zunächst durch Kriegsfolgen) durch Krankheit oder Unfall in eine schwierige Lebenssituation geraten sind. Prominente Beispiele dafür sind die 1979 verunglückte Turnerin und mehrfache Hessen-Meisterin Christel Müller, die 2017 verstorben ist, und der 2002 verunglückte Turner, Hessen-Meister und mehrfache Deutsche Meister Johannes Hablik, die beide nach Unfällen beim Turnen querschnittgelähmt sind. Ebenfalls von der Schlappekicker-Aktion unterstützt wurden Peter Fischer, der ehemalige Kapitän der hessischen Fußball-Amateur-Auswahl, der viele Jahre in der Oberliga Hessen spielte und 1995 nach einer Operation wegen eines Gehirntumors abrupt seine Laufbahn beenden musste, und Rüdiger Böhm, ehemaliger Jugendtrainer des SV Darmstadt 98 und später als Absolvent der Fußball-Lehrer-Prüfung auch in Diensten des Karlsruher SC, der 1997 in Darmstadt als Radfahrer von einem Lastwagen überrollt wurde, so dass ihm beide Beine amputiert werden mussten.

### Schirmherr
Langjähriger Schirmherr der Schlappekicker-Aktion war der Ehrenspielführer der deutschen Fußballnationalmannschaft, Fritz Walter. Heute ist es der Bundesliga-Rekordspieler Charly Körbel.

### Vereinsvorstand
Langjähriger Vereinsvorstand des Schlappekicker war der ehemalige Pressechef des Deutschen Fußball-Bundes (DFB), Harald Stenger, der von 1996 bis 2001 das Amt innehatte. Früher hatten u. a. Schlappekicker-Gründer und FR-Sportchef Erich Wick bzw. dessen Nachfolger Bert Merz dieses Amt inne. Seit dem 26. April 2017 ist Arnd Festerling der Vorsitzende der Schlappekicker-Aktion. Harald Stenger engagiert sich seit April 2017 wieder für den Schlappekicker und ist einer der beiden stellvertretenden Vorsitzenden.

### Spendenaufkommen
Seit dem Bestehen des Schlappekicker wurden Spenden von mehr als (umgerechnet) zwei Millionen Euro aufgebracht.

### Besondere Spendenaktionen
Einen ganz besonderen Beitrag hat sich die Dresdner Bank im Jahr 1978 ausgedacht. Sie zahlte viele Jahre für Tore von Bundesliga-, Zweitliga- und Regionalliga-Vereinen aus dem Rhein-Main-Gebiet zunächst 30 D-Mark und später 20 Euro auf das Schlappekicker-Konto ein.

### Spender
Die Schlappekicker-Aktion lebt von Spenden, die sie bundesweit von Sportfreunden, Sportlern und ehemaligen Sportlern, von Vereinen, Verbänden, Unternehmen und anderen Institutionen erhält.

## Schlappekicker-Weihnachtsfeier
Fünf Jahrzehnte war die seit 1951 jährlich veranstaltete Schlappekicker-Weihnachtsfeier das Herzstück der Aktion. Zunächst wurden damals vornehmlich ältere und bedürftige Menschen mit Geschenken und Spenden, u. a. für einen Miet- oder Heizkosten-Zuschuss, bedacht. Jedes Jahr waren prominente Sportler bei der Weihnachtsfeier zu Gast: Anfangs die Bundestrainer Sepp Herberger, Helmut Schön und Jupp Derwall, Nationalmannschafts-Ehrenspielführer Fritz Walter und Uwe Seeler, ehemalige Eintracht-Idole wie Alfred Pfaff, Richard Kress und ihr Kickers-Pendant Hermann Nuber oder Olympiateilnehmer und WM-Stars wie Heinz Ulzheimer, Armin Hary und Rudi Altig. Später waren es Nationalmannschafts- und Bundesliga-Größen wie Rudi Völler, Jürgen Grabowski, Bernd Hölzenbein, Franz Beckenbauer und Felix Magath. Bei einem bunten unterhaltsamen Programm von aus Funk und Fernsehen bekannten hessischen Künstlern wurde zugleich immer die soziale Verantwortung des Sports deutlich gemacht.

## Schlappekicker-Preis
Eine neue Initiative der Schlappekicker-Aktion war die Förderung von Sportvereinen und -initiativen, die vorbildliche gesellschaftliche Arbeit leisten und damit den sozialen Aspekten des Sports in besonderer Weise in ihrem Alltag betonen. Seit 1998 wird alljährlich im Frankfurter Römer in Anwesenheit vieler prominenter Gäste der mit (umgerechnet) 5000 Euro dotierte Schlappekicker-Preis verliehen. Darüber hinaus werden seit 1997 im Rahmen eines Inklusionsfests, dessen Gastgeber der Sportkreis Frankfurt ist, fünf Vereine oder  Initiativen mit jeweils 3000 Euro ausgezeichnet, für ihr Engagement und besondere Projekte im Inklusions- bzw. Behindertensport.
Als mögliche Kriterien für die Vergabe des Schlappekicker-Preises gelten: modellhafte Initiativen für die Freizeitbetreuung von Kindern und Jugendlichen oder älterer Menschen über den sportlichen Vereinsalltag hinaus, intensive Arbeit mit den Eltern von Kindern und Jugendlichen, Heranführung junger Menschen oder von Personen mit Migrations-Hintergrund an das  Ehrenamt, der Kampf gegen sexuelle Gewalt in Vereinen, außergewöhnliche bzw. spezifische Angebote wie Integrations- und Inklusions-Projekte, innovative Veranstaltungen oder Seminare für Mädchen und Frauen, Präventions- und Rehabilitationssport oder Umwelt-Aktionen für alle Generationen.
Bewerbungen um den Schlappekicker-Preis werden jährlich bis zum 30. September angenommen. Die Entscheidung über den alljährlichen Gewinner trifft eine fünfköpfige Jury, in der u. a. die Olympiateilnehmer Cornelia Hanisch, Sylvia Schenk und Harald Schmid sitzen.

### Schlappekicker-Preisträger
- 1998: Frankfurter Turnverein 1860
- 1999: JSG Limeshain
- 2000: Sportgemeinschaft Sossenheim 1878 e. V.
- 2001: Post-Sportverein Blau-Gelb Frankfurt am Main e. V.
- 2002: Sportgemeinschaft Bornheim 1945 e. V. Grün-Weiß
- 2003: Turn- und Sportverein 1850/09 Korbach
- 2004: Handball-Spielgemeinschaft Obertshausen/Heusenstamm
- 2005: Turnverein 1890 e. V. Breckenheim
- 2006: Theo Schätte, TSV Viermünden/Schreufa e. V.
- 2007: Wolfgang Malik, Boxclub Nordend Offenbach e. V.[6]
- 2008: Elke Tschirschnitz, Förderung in Psychomotorik Kindersport Wiesbaden e. V.[7]
- 2009: Sunny Graff, Frauen in Bewegung e. V.[8]
- 2010: Frankfurter Turnverein 1860 und Frankfurter Verein für soziale Heimstätten[9]
- 2011: Verein für Fitness und Schwimmsport (VFS) Rödermark[10]
- 2012: Handballspielgemeinschaft Weiterstadt/Braunshardt/Worfelden[11]
- 2013: Selbstverteidigungsverein Rüsselsheim[12]
- 2014: 1. FC Eschborn[13]
- 2015: SV Eberstadt, Fußball-Abteilung[14]
- 2016: SG Bornheim Grün Weiß[15]
- 2017: FC Gudesding[16]
- 2018: Kim-Chi Wiesbaden[17]
- 2019: Turnerschaft Klein-Krotzenburg[18]
- 2020: TSV Lämmerspiel
- 2021: TG Jahn Trösel
- 2022: SV Altenmittlau und Tuspo Nassau Beilstein
- 2023: Viktoria Sindlingen
- 2024: Budo-Club Mühlheim